# Кипрево (Владимирская область)
Кипрево — деревня в Киржачском районе Владимирской области России, является административным центром Кипревского сельского поселения.

## География
Деревня Кипрево расположена 12 км на северо-восток от Киржача, ж/д станция  Кипрево Северной железной дороги на линии Бельково — Иваново.

## История
В сотной выписи Киржачских вотчин 1562 года в сельце Кипрей был показан двор монастырский и 4 двора крестьянских. По ревизии 1719 года в деревне Кипрево числилось 63 души мужского пола, по ревизии 1744 года — 46 душ. 
В 1 км на юго-восток от деревни находился Данутинский погост. Церковь в этом погосте существовала уже в первой половине XVI века, в сотной выписи Киржачских вотчин 1562 года отмечена на погосте церковь Никола Чудотворца в Данутине. В 1799 году как видно из дел Переславского духовного правления , в Данутине было две деревянных церкви: во имя святого Николая Чудотворца и во имя Покрова Пресвятой Богородицы, последняя построена была в 1775 году. Вместо этих двух деревянных церквей в 1822 году построен был каменный храм с колокольней. Престолов в храме было три: в холодном в честь Покрова Пресвятой Богородицы, в трапезе теплой во имя святого Николая Чудотворца и во имя преподобного Сергия Радонежского. 
В конце XIX — начале XX века деревня Кипрево входила в состав Жердевской волости Покровского уезда Владимирской губернии. В 1859 году в деревне числилось 25 дворов, в 1905 году — 48 дворов вместе с ткацкой фабрикой Смирнова.
С 1879 года в деревне располагалось заведение для размотки шёлка крестьянина Ивана Захаровича Смирнова. По данным на 1900 год в заведении работало 9 рабочих.
В годы Советской власти церковь в Данутене была полностью разрушена.
С 1929 года  деревня в составе Ефремовского сельсовета Киржачского района, с 1954 года — Желдыбинского сельсовета, с 1959 года — Лукьянцевского сельсовета, с 1971 года деревня становится центром Кипревского сельсовета, с 2005 года — Кипревского сельского поселения.
В ноябре 1980 года в Данутине было открыто новое здание средней школы. В 1986 году населённые пункты Данутино и Кипрево объединены в деревню Кипрево.

## Население
| 1859 | 1905 | 1926 | 2002 | 2010 | 2021 |
| ---- | ---- | ---- | ---- | ---- | ---- |
| 166  | ↗224 | ↗319 | ↗541 | ↘538 | ↘484 |

## Инфраструктура
В деревне находятся дом Культуры, Данутинская средняя общеобразовательная школа, детский сад.

## Экономика
В деревне расположен кирпичный завод ООО "Винербергер Кирпич".

## Достопримечательности
- Памятник архитектуры здание церковно-приходской школы.
- Памятник погибшим в Великую Отечественную войну.
- Вечевой колокол.